# Bastian Oczipka
Bastian Oczipka, né le 12 janvier 1989 à Bergisch Gladbach, est un ancien footballeur allemand qui évoluait au poste de latéral gauche.

## Biographie

### En club

#### Schalke 04 (2017-2021)
Le 15 juillet 2017, après cinq années passées à l'Eintracht Francfort, il s'engage pour trois saisons avec Schalke 04 pour un transfert d'un montant de 4,5 millions d'euros.
Il dispute son premier match avec Schalke le 19 août 2017, lors de la première journée de Bundesliga face au RB Leipzig (victoire 2-0).
Le 17 mars 2018, il dispute son 200e match de Bundesliga face au VfL Wolfsburg (victoire 0-1).
Le 24 novembre 2018, alors qu'il dispute son premier match de la saison à la suite d'une longue blessure, il inscrit son premier but avec Schalke face au FC Nuremberg (victoire 5-2).
À la suite de la relégation de Schalke 04 en deuxième division au terme de la saison 2020-2021, son contrat est résilié.

### En sélection
En 2008, il est sélectionné en Équipe d'Allemagne des moins de 19 ans par Horst Hrubesch avec qui il remporte l'Euro U19.

## Statistiques
| Saison                | Club                  | Championnat           | Championnat | Championnat | Coupe(s) nationale(s) | Coupe(s) nationale(s) | Compétition(s) continentale(s) | Compétition(s) continentale(s) | Compétition(s) continentale(s) | Barrages Bundesliga | Barrages Bundesliga | Total | Total |
| Saison                | Club                  | Division              | M.          | B.          | M.                    | B.                    | Comp.                          | M.                             | B.                             | M.                  | B.                  | M.    | B.    |
| 2008-2009             | Hansa Rostock (prêt)  | 2. Bundesliga         | 29          | 0           | 2                     | 0                     | -                              | -                              | -                              | -                   | -                   | 31    | 0     |
| 2009-2010             | Hansa Rostock (prêt)  | 2. Bundesliga         | 13          | 0           | 1                     | 0                     | -                              | -                              | -                              | -                   | -                   | 14    | 0     |
| Sous-total            | Sous-total            | Sous-total            | 42          | 0           | 3                     | 0                     | -                              | -                              | -                              | -                   | -                   | 45    | 0     |
| 2009-2010             | FC Sankt Pauli (prêt) | 2. Bundesliga         | 16          | 1           | -                     | -                     | -                              | -                              | -                              | -                   | -                   | 16    | 1     |
| 2010-2011             | FC Sankt Pauli (prêt) | Bundesliga            | 20          | 0           | 1                     | 0                     | -                              | -                              | -                              | -                   | -                   | 21    | 0     |
| Sous-total            | Sous-total            | Sous-total            | 36          | 1           | 1                     | 0                     | -                              | -                              | -                              | -                   | -                   | 37    | 1     |
| 2011-2012             | Bayer Leverkusen      | Bundesliga            | 9           | 0           | -                     | -                     | C1                             | 3                              | 0                              | -                   | -                   | 12    | 0     |
| Sous-total            | Sous-total            | Sous-total            | 9           | 0           | -                     | -                     | -                              | 3                              | 0                              | -                   | -                   | 12    | 0     |
| 2012-2013             | Eintracht Francfort   | Bundesliga            | 33          | 0           | 1                     | 0                     | -                              | -                              | -                              | -                   | -                   | 34    | 0     |
| 2013-2014             | Eintracht Francfort   | Bundesliga            | 20          | 0           | 2                     | 0                     | C3                             | 8                              | 0                              | -                   | -                   | 30    | 0     |
| 2014-2015             | Eintracht Francfort   | Bundesliga            | 30          | 1           | 1                     | 0                     | -                              | -                              | -                              | -                   | -                   | 31    | 1     |
| 2015-2016             | Eintracht Francfort   | Bundesliga            | 30          | 0           | 2                     | 0                     | -                              | -                              | -                              | 2                   | 0                   | 34    | 0     |
| 2016-2017             | Eintracht Francfort   | Bundesliga            | 33          | 1           | 5                     | 0                     | -                              | -                              | -                              | -                   | -                   | 38    | 1     |
| Sous-total            | Sous-total            | Sous-total            | 146         | 2           | 11                    | 0                     | -                              | 8                              | 0                              | 2                   | 0                   | 167   | 2     |
| 2017-2018             | Schalke 04            | Bundesliga            | 29          | 0           | 4                     | 0                     | -                              | -                              | -                              | -                   | -                   | 33    | 0     |
| 2018-2019             | Schalke 04            | Bundesliga            | 21          | 1           | 3                     | 0                     | C1                             | 2                              | 0                              | -                   | -                   | 26    | 1     |
| 2019-2020             | Schalke 04            | Bundesliga            | 34          | 0           | 3                     | 0                     | -                              | -                              | -                              | -                   | -                   | 37    | 0     |
| 2020-2021             | Schalke 04            | Bundesliga            | 27          | 0           | 3                     | 0                     | -                              | -                              | -                              | -                   | -                   | 30    | 0     |
| Sous-total            | Sous-total            | Sous-total            | 111         | 1           | 13                    | 0                     | -                              | 2                              | 0                              | -                   | -                   | 126   | 1     |
| 2021-2022             | Union Berlin          | Bundesliga            | 18          | 0           | 3                     | 0                     | C4                             | -                              | -                              | -                   | -                   | 21    | 0     |
| Sous-total            | Sous-total            | Sous-total            | 18          | 0           | 3                     | 0                     | -                              | 0                              | 0                              | 0                   | 0                   | 21    | 0     |
| 2022-2023             | Arminia Bielefeld     | 2.Bundesliga          | 30          | 1           | 1                     | 0                     | -                              | -                              | -                              | 1                   | 0                   | 32    | 1     |
| Sous-total            | Sous-total            | Sous-total            | 30          | 1           | 1                     | 0                     | -                              | 0                              | 0                              | 1                   | 0                   | 32    | 1     |
| Total sur la carrière | Total sur la carrière | Total sur la carrière | 392         | 5           | 32                    | 0                     | -                              | 13                             | 0                              | 3                   | 0                   | 440   | 5     |

## Palmarès
| Schalke 04                                         | Équipe d'Allemagne (1)                  |
| -------------------------------------------------- | --------------------------------------- |
| - Championnat d'Allemagne : - Vice-champion : 2018 | - Euro -19 ans (1) : - Vainqueur : 2008 |